# Sydir Hołubowycz

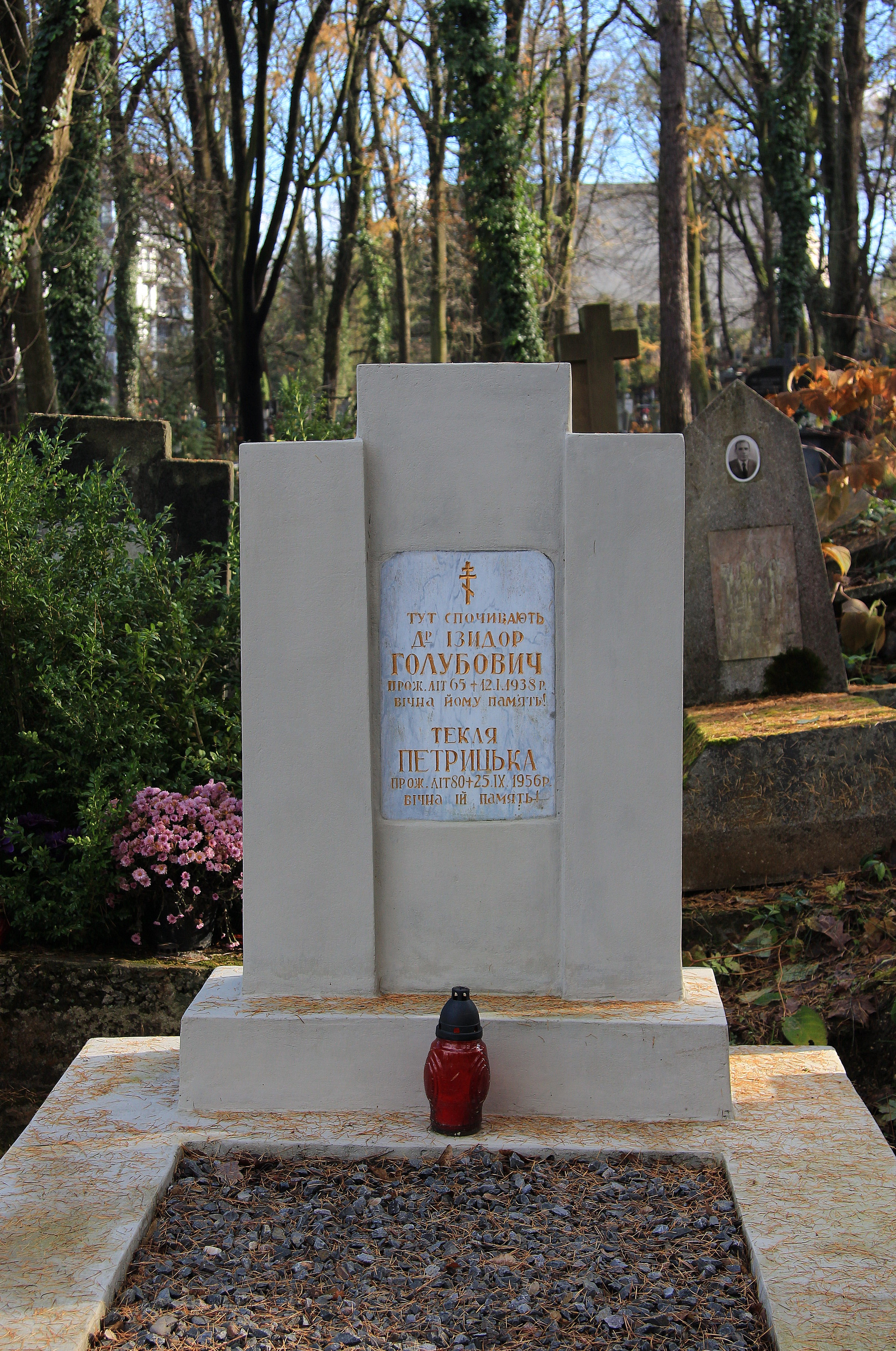
Grób Sydora Hołubowycza na Cmentarzu Łyczakowskim

Sydir Hołubowycz, ukr. Сидір (Ізидор) Голубович, pol. Izydor Hołubowicz (ur. 6 marca 1873 w Tłusteńkiem, zm. 12 stycznia 1938 we Lwowie) – ukraiński adwokat i polityk, poseł austriackiego parlamentu od 1911 oraz Sejmu Galicyjskiego od 1913, premier Zachodnioukraińskiej Republiki Ludowej (grudzień 1918–1919).

## Życiorys
Ukończył studia na Wydziale Prawa Uniwersytetu Lwowskiego. Od 1904 mieszkał w Tarnopolu, przewodniczył miejscowemu „Sokołowi” i „Proswicie”, uczestniczył w wydawaniu „Podilskiego Słowa” i „Podilskiego Hołosu”.
Od początku I wojny światowej mieszkał w Wiedniu. Od maja 1915 był członkiem Głównej Rady Ukraińskiej. W 1915 powrócił do Lwowa, zostając prezesem ukraińskiego banku, jak również przewodnicząc ukraińskiej reprezentacji parlamentarnej w latach 1916–1918.
9 listopada 1918 został państwowym sekretarzem sądownictwa w rządzie ZURL, był jednym z autorów tymczasowej konstytucji państwa oraz systemu prawnego. W połowie grudnia 1918, kiedy rząd ZURL przebywał w Tarnopolu, został jego premierem. 3 stycznia 1919 został zatwierdzony przez Ukraińską Radę Narodową z siedzibą w Stanisławowie jako szef rady sekretarzy państwowych (premier), objął również tekę sekretarza finansów, oraz handlu i przemysłu.
Od 9 czerwca 1919 zajmował się sprawami wewnętrznymi w rządzie dyktatora ZURL Jewhena Petruszewycza. Razem z nim wyjechał w listopadzie 1919 do Wiednia.
W 1924 powrócił do Lwowa, został przewodniczącym Ukraińskiej Ludowej Partii Pracy. Brał udział w założycielskich obradach UNDO, jednak w 1925 zaprzestał działalności politycznej, zaś jego dotychczasowi współpracownicy zerwali z nim kontakty. Prowadził kancelarię adwokacką w miasteczku Załoźce, nie był członkiem Związku Adwokatów Ukraińskich.
Pochowany na Cmentarzu Łyczakowskim.

## Linki zewnętrzne

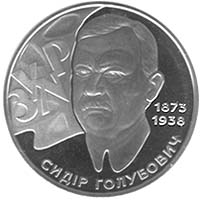
Moneta pamiątkowa wybita przez Narodowy Bank Ukrainy (2008)